# Родевальд
Родевальд (нім. Rodewald) — громада в Німеччині, розташована в землі Нижня Саксонія. Входить до складу району Нінбург. Складова частина об'єднання громад Штаймбке.
Площа — 60,31 км2. Населення становить 2571 ос. (станом на 31 грудня 2021).